# Louis-Marie de La Révellière-Lépeaux
Louis-Marie de La Révellière-Lépeaux (Montaigu, 24 agosto 1753 – Parigi, 27 marzo 1824) è stato un politico francese.
Esercitò la propria attività durante il periodo della rivoluzione francese. Fu uno dei primi cinque direttori del Direttorio.
Nato da una famiglia di proprietari terrieri dell'Angiò, studiò presso gli Oratoriani di Angers, poi presso l'università di questa città dove ottenne una licenza in diritto (1775). Dopo aver svolto per breve tempo l'attività di avvocato al Parlamento di Parigi, tornò nell'Angiò dove s'interessò soprattutto di botanica.

## Durante la rivoluzione
Eletto dal Terzo Stato dell'Angiò agli Stati Generali del 1789, fu deputato dell'Assemblea Nazionale Costituente, amministratore del dipartimento di Maine-et-Loire, fece parte del club dei Giacobini ma lo abbandonò dopo il tentativo di fuga del re a Varennes (21 giugno 1791).
Membro della Convenzione Nazionale (1792), sostenne i girondini e alla caduta di questi, il 2 giugno 1793, passò alla clandestinità; rassegnò le dimissioni il 13 agosto 1793 senza essere rimpiazzato. Ritornò alla Convenzione termidoriana l'8 marzo 1795 (18 ventoso anno III) e contribuì alla redazione della costituzione dell'anno III.

## Sotto il Direttorio
Membro del Consiglio dei Cinquecento, de La Révellière-Lépeaux venne eletto direttore il 1º novembre 1795. Al Direttorio si occupò soprattutto di questioni culturali e religiose: co-redazione della nuova costituzione civile del clero, creazione dell'Institut de France, diffusione della teofilantropia, religione razionale con culto basato sulla decade anziché sulla settimana, ispirato al deismo del culto dell'Essere Supremo dei giacobini (1794). Preparò con Paul Barras e Jean-François Reubell il colpo di Stato del 18 fruttidoro anno V (4 settembre 1797) con cui i Direttori monarchici vennero destituiti, il Club di Clichy proscritto per i presunti rapporti con Luigi XVIII e molti suoi esponenti deportati.
Riguardo alla politica estera, avrebbe voluto distruggere il papato ma non si mostrò favorevole all'unificazione dell'Italia, in cui temeva la dominazione dei Giacobini. Il giorno del colpo di Stato del 30 pratile anno VII (18 giugno 1799) rassegnò le dimissioni poiché ritenuto responsabile delle sconfitte della Francia.
Visse ancora per venticinque anni, durante i quali non prese parte ad alcuna attività politica.
Alla morte, venne sepolto nel cimitero di Père-Lachaise.